# Allen West (músico)
Allen West (nascido em 17 de outubro de 1967 em Brandon, Flórida)  é um músico americano, conhecido por ser guitarrista nas bandas Massacre, Obituary, Six Feet Under, Lowbrow, e Southwicked. Ele é considerado um ícone pioneiro no death metal dos anos oitenta.
No início de 2013 Allen West foi preso por ter um laboratório de metanfetamina em sua casa. Ele chamou a polícia por constatar que  dois homens haviam invadido sua residência. Depois que os policiais sentiram o cheiro forte de ácido, descobriram que ele produzia drogas, segundo West, para seu próprio consumo.

## Discografia
Obituary
- Slowly We Rot (1989, relançado em 1997)
- The End Complete (1992, relançado em 1998)
- World Demise (1994, relançado em 1998)
- Back from the Dead (1997)
- Frozen in Time (2005)
- Frozen Alive (DVD) (2007)

Six Feet Under
- Haunted (1995)
- Alive and Dead (1996)
- Warpath (1997)

Lowbrow
- Victims at Play (2000)
- Sex, Death, Violence (2003)

Southwicked
- Death's Crown (2011)